# آثار الأقدام

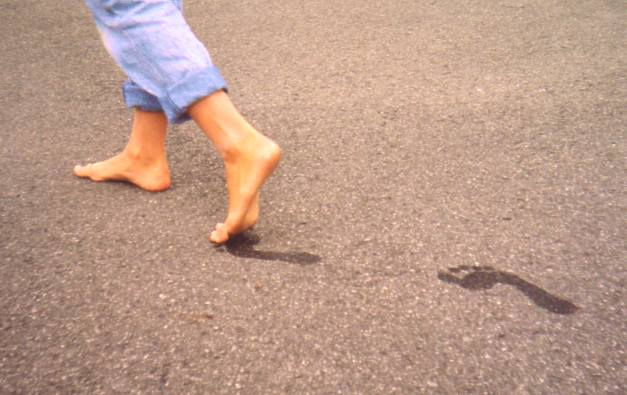
شخص حافي القدمين يترك آثار أقدام وراءه

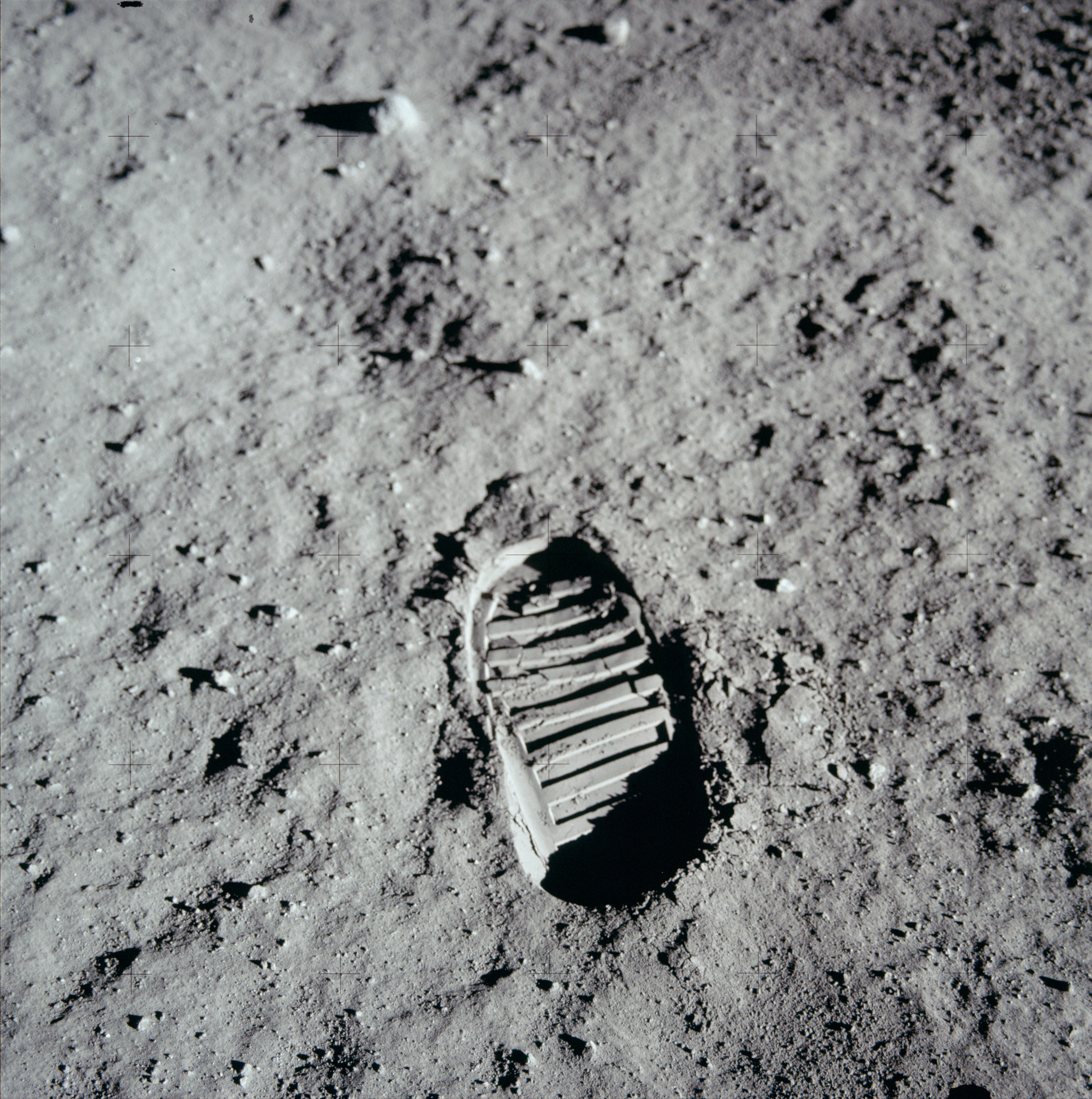
بصمة باز ألدرين على سطح القمر عام 1969 في مهمة أبولو 11

اثار الاقدام هي الطبعات والصور التي يخلفها شخص ما يمشي أو يركض. بصمات الاقدام و المخالب هي تلك التي تخلفها الحيوانات ذات الحوافر أو المخالب بدلا من الاقدام، بينما «بصمات الاحذية» هي المصطلح المحدد للطبعات التي تصنعها الاحذية. قد تكون اما مسافات بادئة في الأرض أو شي موضوع على السطح كان عالقا في اسفل القدم.«المسار» عبارة عن مجموعة من اثار الاقدام في الأرض المسطحة التي خلفتها اشكال الحياة، وآثار الحيوانات هي اما ان تكون اثار اقدام، أو بصمات الحوافر، أو مخالب حيوان.

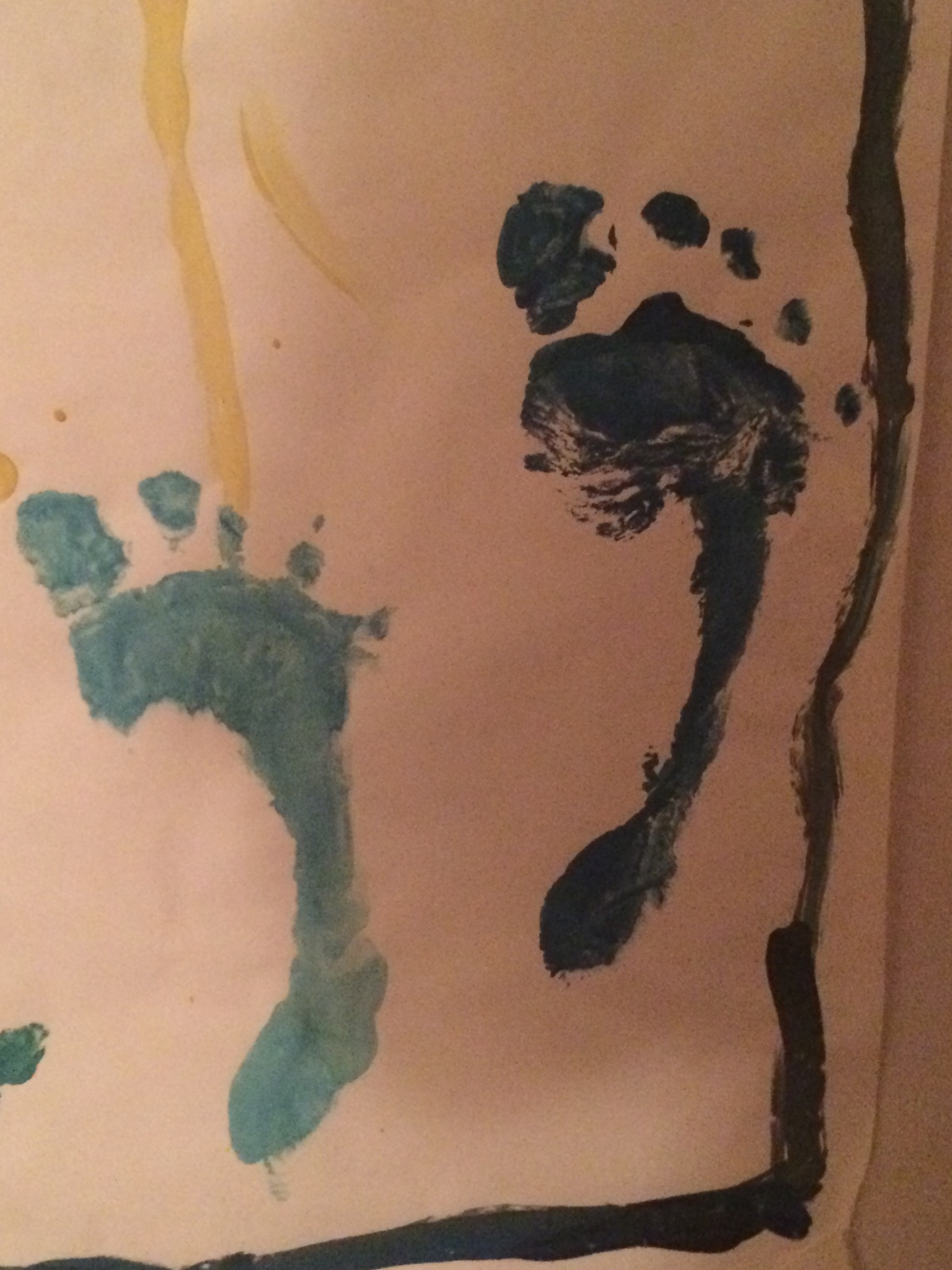
آثار أقدام مرسومة من طفل على قطعة من الورق

يمكن تتبع اثار الاقدام عند المطاردة أو الصيد أو يمكن أن تقدم دليل على وجود حركة.لا تزال بعض اثار الاقدام غير مفهومة، مع وجود العديد من القصص الشهيرة من الميثولوجيا والاساطير. حيث قدم اخرون ادلة على وجود حياة وسلوكيات ما قبل التاريخ.

## آثار الأقدام في العمل البوليسي

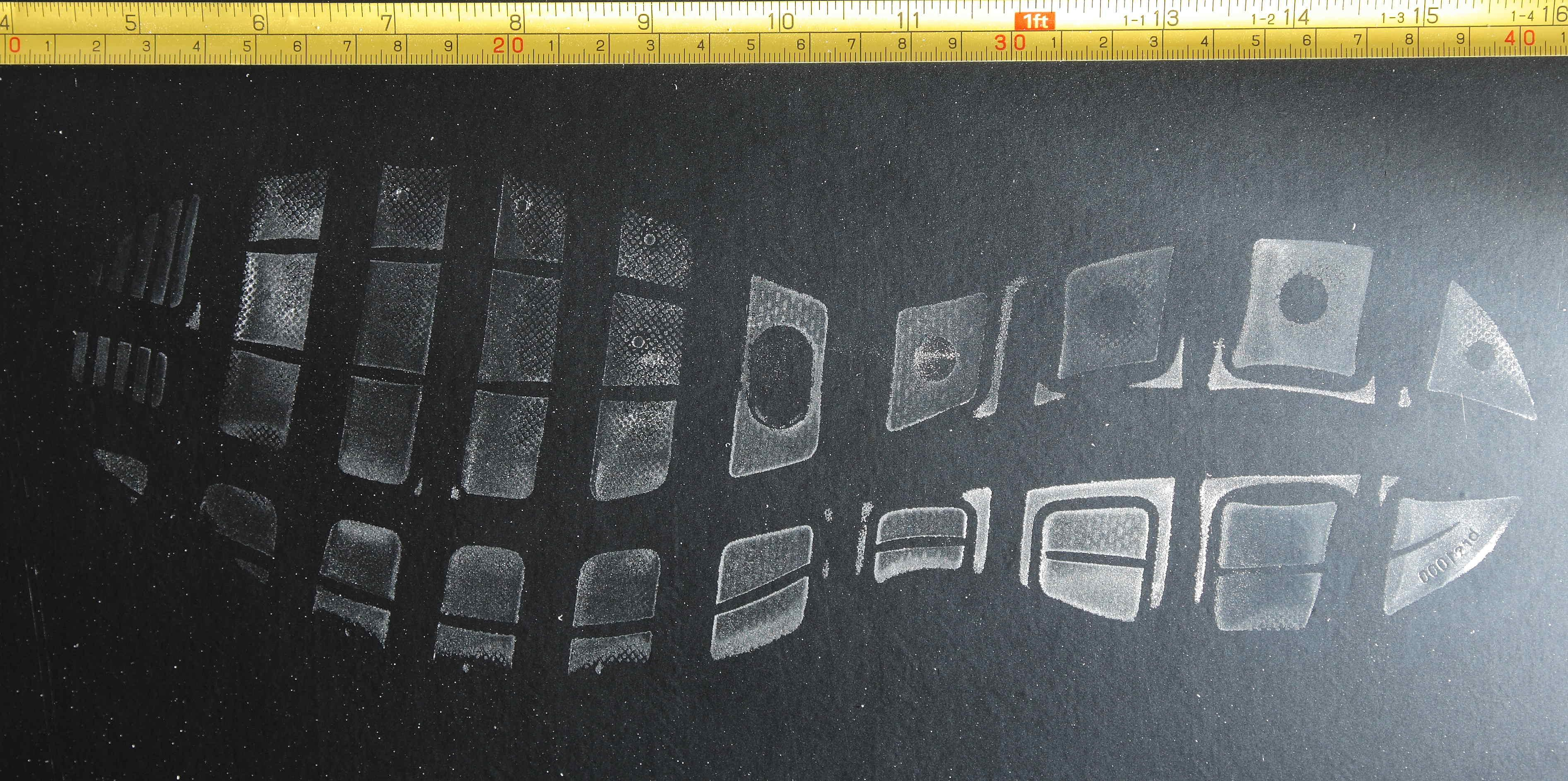
اثار اقدام في مسرح الجريمة

ويمكن للبصمة المتروكة في مسرح الجريمة ان تعطي دليل حي لمرتكب الجريمة.و الاحذية تمتلك بصمات مختلفة بناء على تصميم الحذاء ومرتدي الحذاء -يمكن ان يساعد ذلك في التعرف على المشتبه بهم. ويتم التقاط الصور أو صب اثار الاقدام للحفاظ على الادلة. ويشكل تحليل اثار الاقدام وبصمات الاحذية جزء متخصص من علم التحليل الجنائي.
بعض أعمال المحققين فورية نسبيًا، حيث يقومون بتعقب المجرمين من خلال آثار الأقدام التي تركوها على الثلج المؤدية من مسرح الجريمة إلى منزلهم أو مخبئهم. عادة ما يتم الإعلان عن هذا كقصة هزلية في المنشورات الإخبارية.
تمكن آثار الأقدام أيضًا للمحقق بالعثور على الارتفاع التقريبي للشخص من خلال،  اثار الاقدام وطبعة الأحذية. تميل القدم إلى أن تكون حوالي 15٪ من متوسط طول الشخص. يمكن للسمات الفردية لآثار الأقدام مثل التجاعيد المتعددة، والطابع المسطح، والحواف الأفقية والرأسية، والاثار، والتشوهات الخلقية، وما إلى ذلك، أن تساعد علماء الطب الشرعي في الحالات المتعلقة بتحديد الهوية الجنائية. في بعض حالات الطب الشرعي، قد تنشأ الحاجة أيضًا لتخمين وزن الجسم من حجم آثار الأقدام.
ثبت أن آثار الأقدام هي التي تحدد الطول والجنس للشخص.
يتواجد الجلد الناتئ الملتوي الموجود في باطن القدمين وأصابع القدم (الأسطح الأخمصية) بشكل فريد من نوعه في تفاصيل بصماته مثل الأصابع والراحتين (أسطح الراحتين). عند اكتشافة في مسرح الجريمة أو في مجموعة الأدلة، يمكن استخدام طبعات النعل وأصابع القدم بنفس الطريقة التي تستخدم بها بصمات الأصابع وراحة اليد للحصول على الهوية. تم قبول دليل البصمة (إصبع القدم والجلد ونتوءات القدم) في المحاكم في الولايات المتحدة منذ عام 1934.
لا تزال تسجل طبعة أقدام الرضع، إضافة إلى بصمات أصابع الإبهام أو السبابة للأمهات، بشكل شائع في المستشفيات للمساعدة في التأكد من هوية الرضع. غالبًا ما تكون تفاصيل البصمات الوحيدة التي يمكن رؤيتها على قدم الطفل هي من إصبع القدم الكبير أو المجاور للأصبع.
من غير المألوف أن تحتوي السجلات العسكرية لأفراد الطيران على طبعات من الحبر لشخص حافي القدمين. تعتبر نتوءات الاحتكاك السطحية محمية من خلال احذية الطيارين إلى النجاة من الإصابة بأذى من خلال تحطم الطائرة (والنيران المصاحبة) أفضل من الأصابع. على الرغم من أن مختبر تحديد الحمض النووي للقوات المسلحة الأمريكية (AFDIL)، اعتبارًا من عام 2010، قام بتخزين عينات الحمض النووي المبردة من جميع العاملين في الخدمة الفعلية وأفراد الاحتياط، يتم اتخاذ إجراءات للتعرف على الضحايا باستخدام بصمات الأصابع من سجلات بطاقة الهوية العسكرية (يتم تسجيل بصمات المسح المباشر في وقت إصدار هذه البطاقات). عندما لا يتوفر جلد التلال الاحتكاكية من بقايا العسكريين، يتم استخدام سجلات الحمض النووي والأسنان لتأكيد الهوية.

## آثار أقدام قديمة

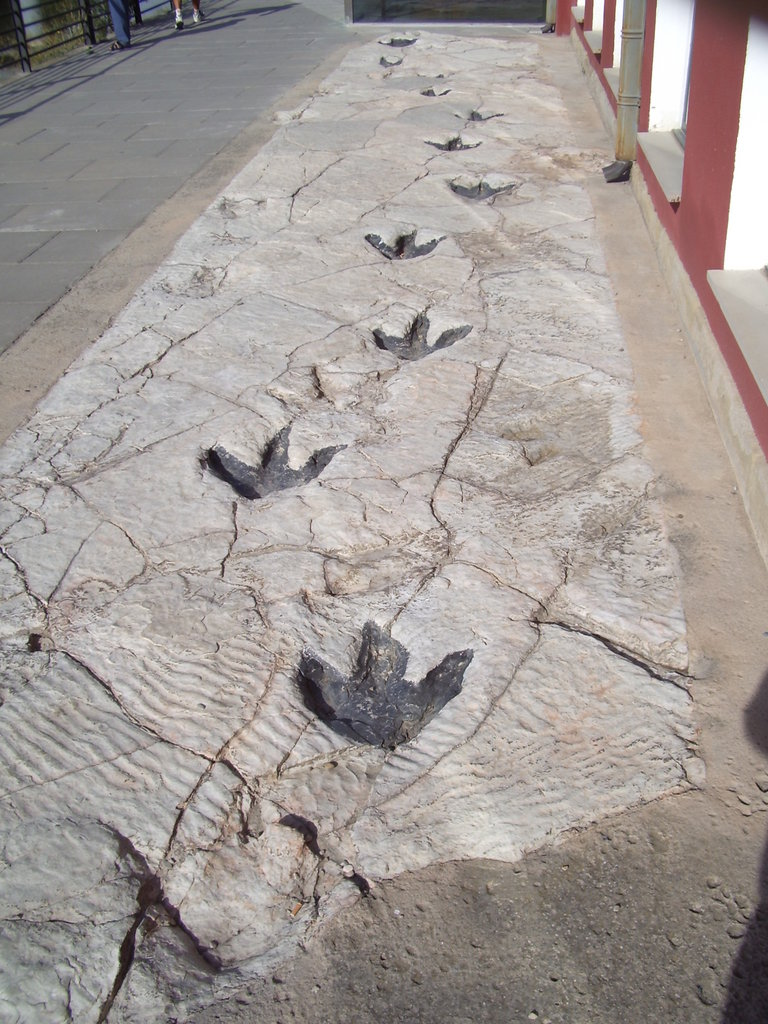
تم العثور على نسخة طبق الأصل من آثار أقدام الديناصورات في لاريوخا

تم الحفاظ على اثار الاقدام كأحافير وهذا دليل على وجود حياة ما قبل التاريخ. المعروفة بأسم «الايكينت», ويمكن لهذه الحفريات أن تعطي ادلة على سلوك أنواع محددة من الديناصورات. تعرف دراسة هذه الاحافير بأسم علم الايكولوجيا، ويطلق على آثار الاقدام أسماء علمية مثل (الكائنات الحية) وديناصور غيراليتور هو نوع من أنواع اكنوجينوس نسبة إلى آثار الحفريات. بالمعنى الدقيق لكلمة الكائنات الحية هو اسم الاحفورة، وليس اسم الحيوان الذي خلفها.
على سبيل المثال، أكتشف فريق دولي لمجموعة من آثار أقدام لأسلاف بشرية عمرها 1.5 مليون سنة في ليريت، في كينيا التي كشفت اقدم دليل على اسلوب بشري حديث للمشي المستقيم. يعتقد الفريق بأن هذه الآثار ربما تكونت من قبل مجموعة من الانسان المنتصب.

### نتائج البصمة الأخرى
- قبرة المحاجر - سجل الباليونتولوجي لا يعرفها إلا من الديناصورات تدافع
- آثار أقدام تراخيلوس - آثار أقدام تشبه أشباه البشر من العصر الميوسيني (قبل 5.7 مليون سنة) اكتشفت في جزيرة كريت.
- Laetoli - آثار أقدام بشرية من عصر البليوسين (قبل 3.7 مليون سنة) محفوظة في الرماد البركاني [5]
- واحة سيوة في مصر - بصمة أسلاف الإنسان عمرها أكثر من 3 ملايين سنة
- كوبي فورا - آثار أقدام أشباه البشر يبلغ عمرها 1.5 مليون سنة في كينيا تظهر بشكل أساسي حركة حديثة على قدمين [6]
- إن Ciampate del Diavolo في إيطاليا عبارة عن سلسلة من آثار أقدام أسلاف الإنسان في الرماد الصلب من ثوران بركان قبل 345000 عام
- أكاهوالينكا - آثار أقدام بشرية عمرها 2100 عام متحجرة في الرماد البركاني والطين في نيكاراغوا [7]
- أوشكموث - آثار أقدام بشرية كربون تعود إلى 4200 قبل الميلاد محفوظة في الطين
- حديقة براكين هاواي الوطنية - تم العثور على آثار أقدام في رماد صحراء كاو داخل حديقة هاواي فولكانوز الوطنية [8]
- آثار أقدام حواء - أقدم آثار أقدام معروفة لإنسان حديث تشريحيًا [9]
- 1790 آثار أقدام - مجموعة من آثار الأقدام في جزيرة هاواي
- آثار أقدام هابيسبيرج - آثار أقدام لحوالي خمسة أفراد بالغين وأطفال من Homo antecessor يرجع تاريخها إلى أكثر من 800000 عام قبل الوقت الحاضر، وجدت في هابيسبيرج في إنجلترا [10]
- أثر القدم Pilauco ، أقدم أثر تم العثور عليه في الأمريكتين [11]

## آثار الأقدام في الأساطير والخرافات

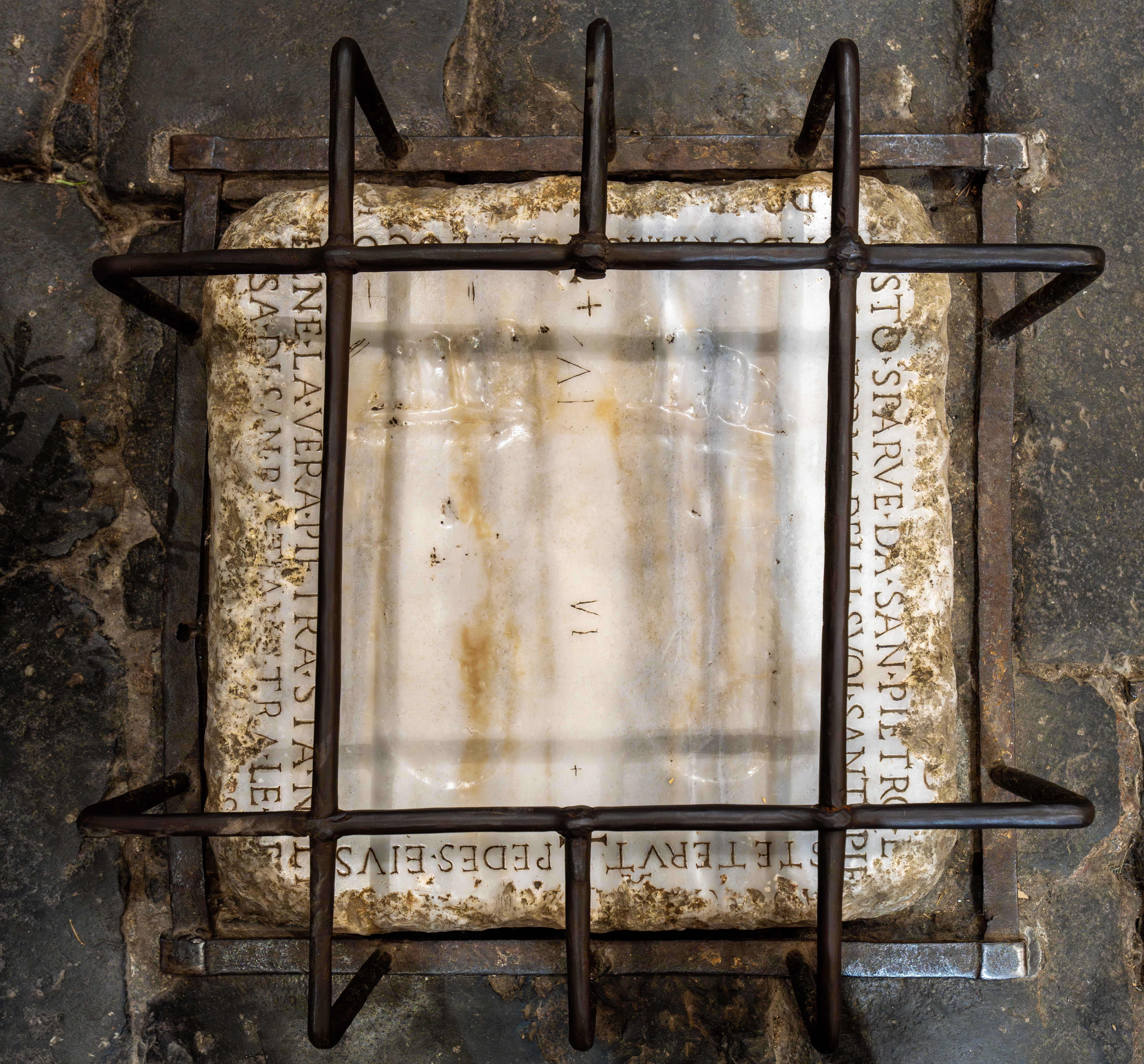
تقول إحدى الأساطير أن هذه الانطباعات ، المحفوظة في كنيسة Domine Quo Vadis ، هي آثار أقدام يسوع.

أدى ظهور آثار الأقدام، أو العلامات التي يتم تدل على أنها آثار أقدام، إلى ظهور العديد من الأساطير والخرافات. تستخدم بعض هذه المواقع الاثار كمناطق للجذب السياحي.
مقالة مفصلة بيتروسوماتوغليف
تتضمن أمثلة آثار الأقدام في الأسطورة والأسطورة ما يلي:
- بوذا بصمة - وهو aniconic التمثيل والرمزي ل بوذا.
- آثار أقدام الشيطان - سلسلة غير مفسرة من العلامات الشبيهة بالحوافر ظهرت في ديفون بإنجلترا في 8 فبراير 1855 بعد تساقط ثلوج خفيفة أثناء الليل.
- العجل الذهبي - في الإسلام يستخدم الغبار من بصمات حوافر Haizum ، الحصان المجنح لرئيس الملائكة جبرائيل، لتحريك العجل الذهبي.
- أثر موسو - عبارة عن حاوية صخرية بمساحة 1 متر في 3 متر في ساموا تم إنشاؤها عندما خطا العملاق موسو إلى ساموا من فيجي، ويمكن العثور على البصمة الأخرى في فيتي ليفو، أكبر جزيرة في فيجي.
- يقال إن آثار أقدام Bigfoot ، وهو حيوان خفي علم الحيوان، دليل على وجوده.
- سري بادا، أو قمة آدم ، جبل في سريلانكا، له انطباع كبير على شكل بصمة القدم في الصخرة في قمته، كما قال العديد من أتباع الديانات أنه بوذا أو شيفا أو آدم.
- إن طبعة القدم اليمنى للمسيح محفوظة في مسجد الصعود في القدس.
- ووفقاً للأسطورة، فإن مجموعة من آثار أقدام يسوع محفوظة في كنيسة Domine Quo Vadis خارج روما.
- تُعرف علامة على حجر رصف كنيسة Frauenkirche في ميونخ باسم Teufelstritt («خطى الشيطان»).

## آثار الأقدام في الثقافة الشعبية

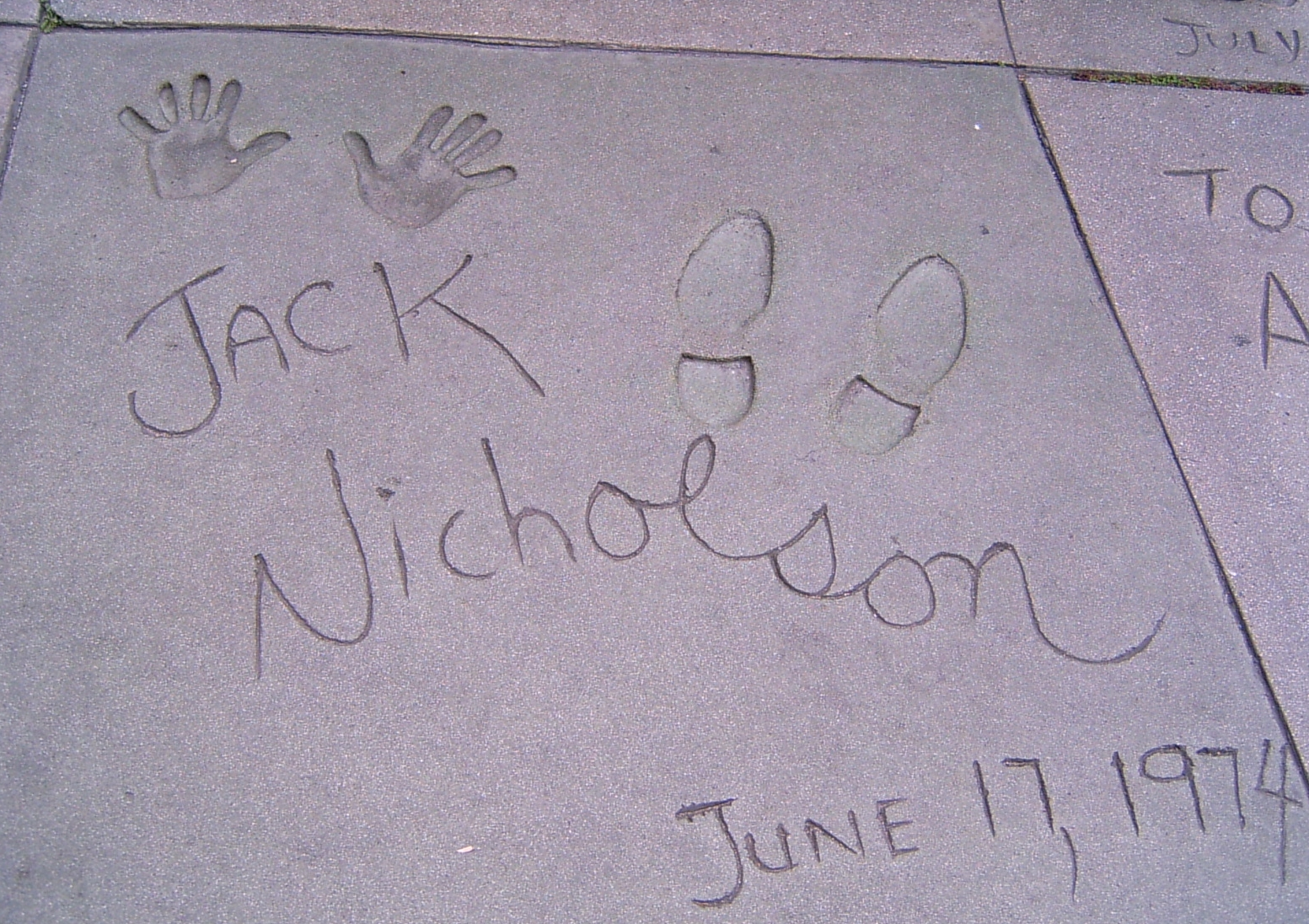
حذاء جاك نيكلسون وبصمات أيديهم خارج مسرح غرومان الصيني

استخدمت صور اثار الاقدام في العديد من مناطق الثقافات الشعبية. كتب عنها عدة اشعار واغاني، وكانت اثار الاقدام المسيحية من أشهر القصائد.
بأمكان الوالدين الاحتفاظ بطبعة أو بصمات أقدام الطفل كتذكار. عادة ما يتم باستخدام الطلاء. ويمكن حفظ طبعة اقدام المشاهير عادة في الخرسانة، ويمكن الاحتفاظ بها في مجموعة مثل تلك الموجودة خارج مسرح جرومان الصيني.